# José R. Somoza
José R. Somoza (* 3. Mai 1914 in Masatepe in Nicaragua; † 24. Dezember 2004 in Miami, Florida) war ein nicaraguanischer General der Nationalgarde der Regierungszeit des Somoza-Clans bis 1979. Er war Mitglied des Somoza-Clans, der seit 1934 das Präsidentenamt innehatte.

## Leben
José R. Somoza ist der uneheliche Sohn von Anastasio Somoza García und Claudia Rodríguez. Er erhielt, wie seine jüngeren, ehelichen Halbbrüder, eine militärische Erziehung und wurde vom Vater mit führenden Positionen in der Nationalgarde bedacht.
Nach dem Tod des Vaters wurde er weiterhin von seinen Brüdern Luís Somoza Debayle und Anastasio Somoza Debayle protegiert, die die Präsidentschaft mit Unterbrechung folgend innehatten und weiterhin den Oberbefehlshaber über die Nationalgarde stellten. Unter Anastasios Herrschaft stieg er zum Generalinspekteur der Nationalgarde und gleichzeitigem Direktor auf.
1974 wurde er Opfer einer sandinistischen Geiselnahme, die er unversehrt überstand. Im folgenden Bürgerkrieg kämpfte die Nationalgarde gegen die sandinistischen Rebellen. Nach dem Sturz des Somoza-Regimes 1979 floh er mit seinem Halbbruder und dessen Familie nach Miami.
1994 erlitt er einen schweren Herzinfarkt, von dem er sich nie mehr erholen sollte und an dessen Folgen er am 24. Dezember 2004 im Baptist Hospital in Miami starb.
Sein Sarg ist im Mausoleum der Familie in Miami neben denen seiner Brüder Luís und Anastasio, dem seines Vaters und dem der Hope Portocarrero auf einem der ältesten Friedhöfe Floridas, dem Caballero Rivero Woodlawn Park North Cemetery and Mausoleum, aufgebahrt.